# رحیمه جامی
رحیمه جامی (زاده ۱۳۵۲ ولسوالی انجیل - ولایت هرات) سیاستمدار افغانستانی و نماینده مردم ولایت هرات در دوره‌های پانزدهم و شانزدهم مجلس نمایندگان است. وی در مجلس شانزدهم نمایندگان افغانستان عضو کمیسیون امور بین‌المللی می‌باشد.

## زندگی‌نامه
رحیمه جامی زاده ۱۳۵۲ از ولسوالی انجیل ولایت هرات است. وی تحصیلات متوسطه خود را در لیسه/دبیرستان مهری هرات به پایان برد و سپس در دارالمعلمین هرات تحصیلات خود را ادامه و سند لیسانس خود را از دانشکده حقوق دانشگاه کابل بدست آورد.

## دیگر فعالیت‌ها
دیگر فعالیت‌های وی:
- معلم و مدیر در لیسه مهری هرات.
- عضو لویه جرگه اضطراری.
- نماینده مردم هرات در دوره‌های پانزدهم و شانزدهم مجلس نمایندگان.